# Ким Ђе-Бум
Ким Ђе-Бум (Кимчхон, 25. јануар 1985) је бивши јужнокорејски џудиста и олимпијски победник. Светски јуниорски првак постао је 2004. На Олимпијским играма у Пекингу 2008. освојио је сребро. На Светском првенству 2009. бронзу, а на два наредна 2010. у Токију и 2011. у Паризу злата. Олимпијско злато освојио је у Лондону 2012. Злата има и са Азијских игара 2010. и 2014. као и пет златних са првенстава Азије. Из спорта се повукао 2016.